# Truppenübungsplatz Grafenwöhr
Der Truppenübungsplatz Grafenwöhr ist ein Übungsplatz der US-Streitkräfte (Grafenwöhr Training Area (GTA)) in der Oberpfalz (Bayern). Er gehört zu Rose Barracks, einer zur USAG Bavaria gehörenden Militärbasis.

## Geographie

### Lage und Ausdehnung
Der Truppenübungsplatz liegt in der Nähe südwestlich der Stadt Grafenwöhr im Landkreis Neustadt an der Waldnaab (Oberpfalz) in Bayern und gehört großteils zur Gemarkung von Grafenwöhr. Er nimmt eine Fläche von 233 km² ein. Die Ost-West-Ausdehnung beträgt etwa 25 km, die Nord-Süd-Ausdehnung umfasst circa 14 km. Folgende Gemeinden grenzen an den Truppenübungsplatz: Im Osten Grafenwöhr, im Süden Freihung, Vilseck, Edelsfeld und Königstein, im Westen Auerbach, im Norden Kirchenthumbach und Eschenbach in der Oberpfalz.

### Naturraum

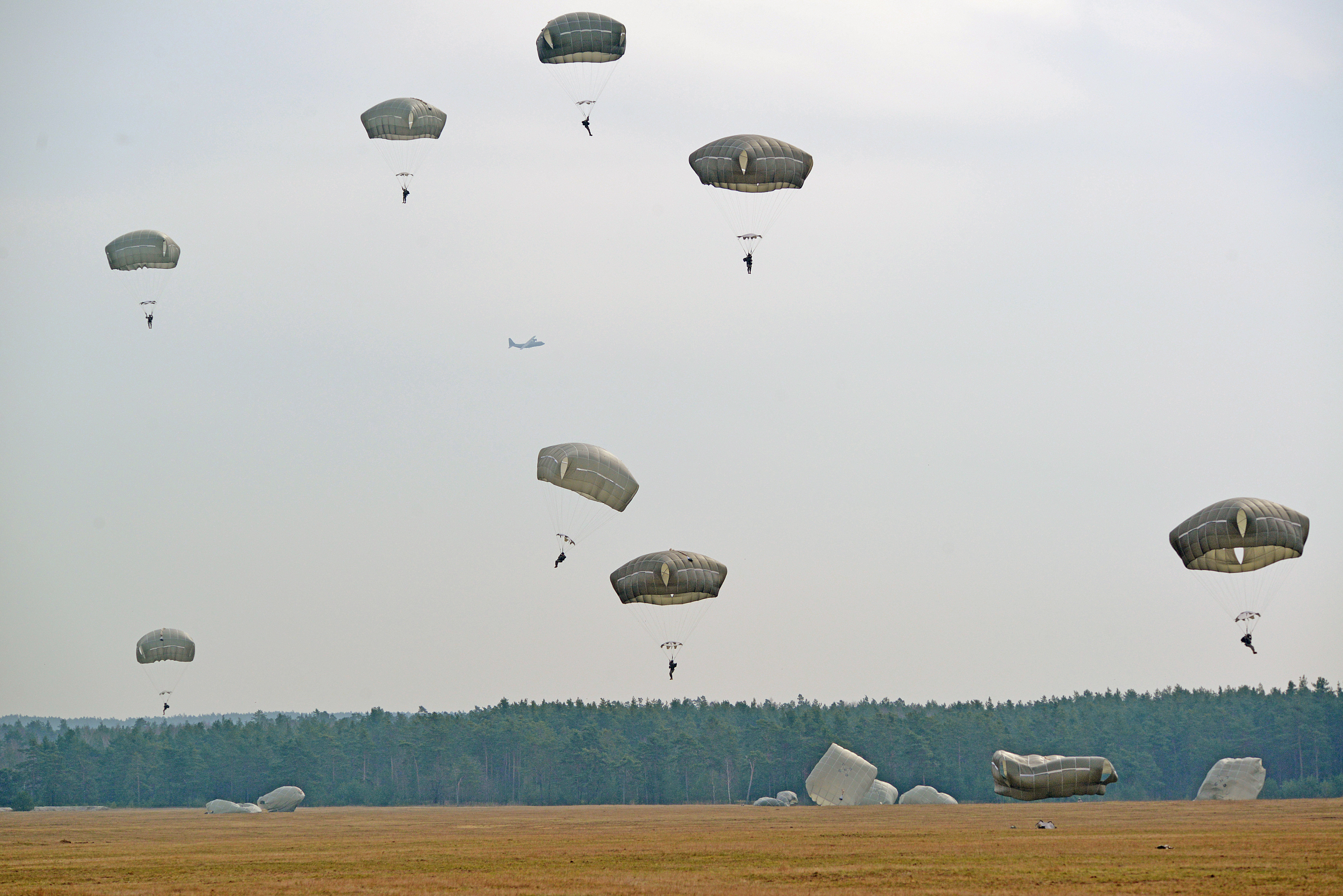
Fallschirmjäger in der Bunker Drop Zone

Das Übungsgelände befindet sich in der Naturraumeinheit Oberpfälzisches Hügelland in den mittleren Breiten. Die ursprüngliche Vegetation besteht aus Laubwald und teils auch Wiesenlandschaften. Der Naturraum ist in weiten Teilen des Übungsplatzes noch erhalten. Durch den Übungsbetrieb sind gebietsweise Flächen durch den Beschuss beschädigt.

### Topographie
Im Westen des Areals dominiert der Mittelgebirgscharakter, nach Osten fällt der Landschaftsraum sukzessive ab. Der Süden zeichnet sich durch die bewaldeten Höhenrücken des Schwarzenberges aus.

## Geschichte

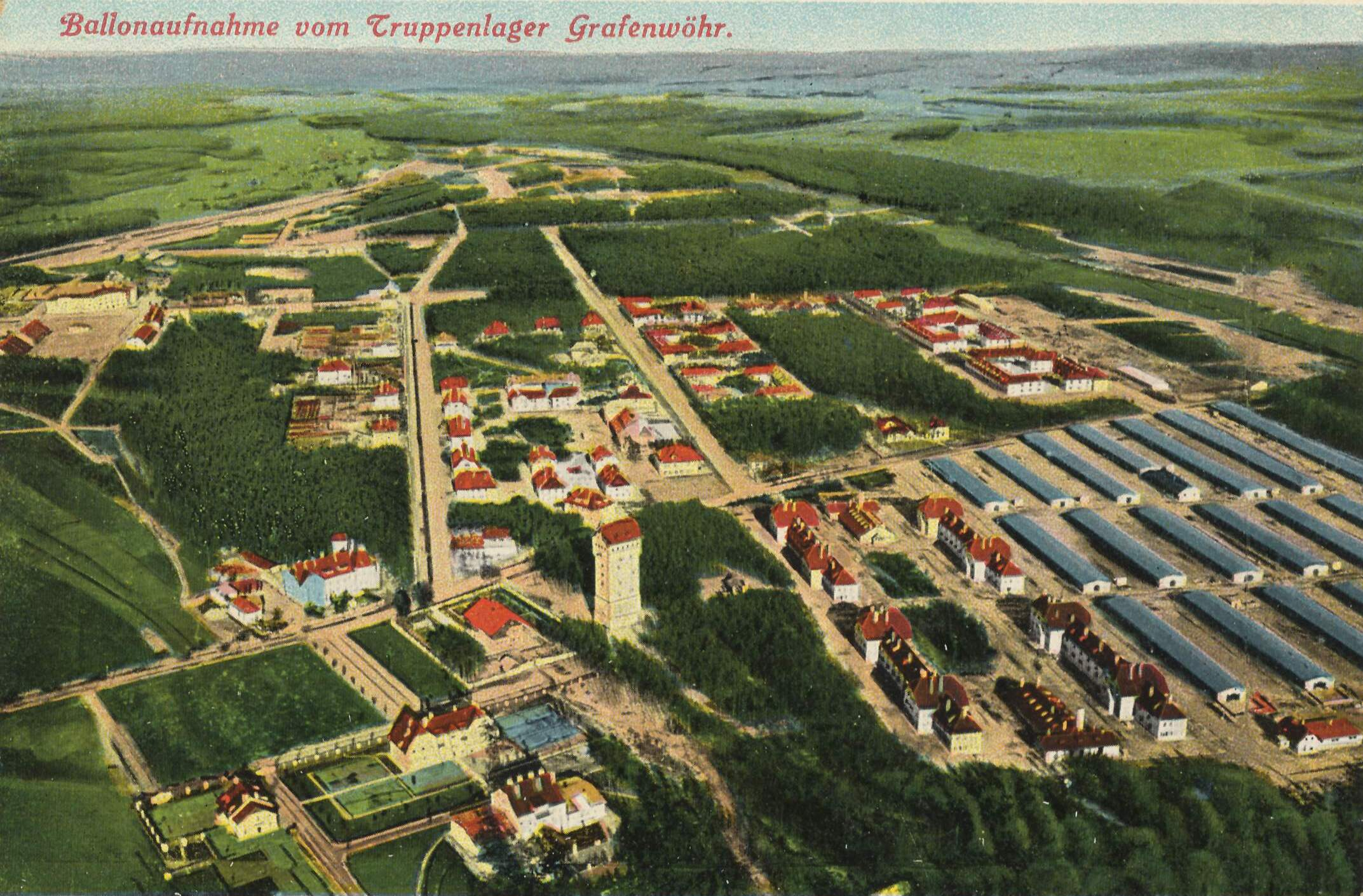
Truppenlager Grafenwöhr, Postkarte um 1910

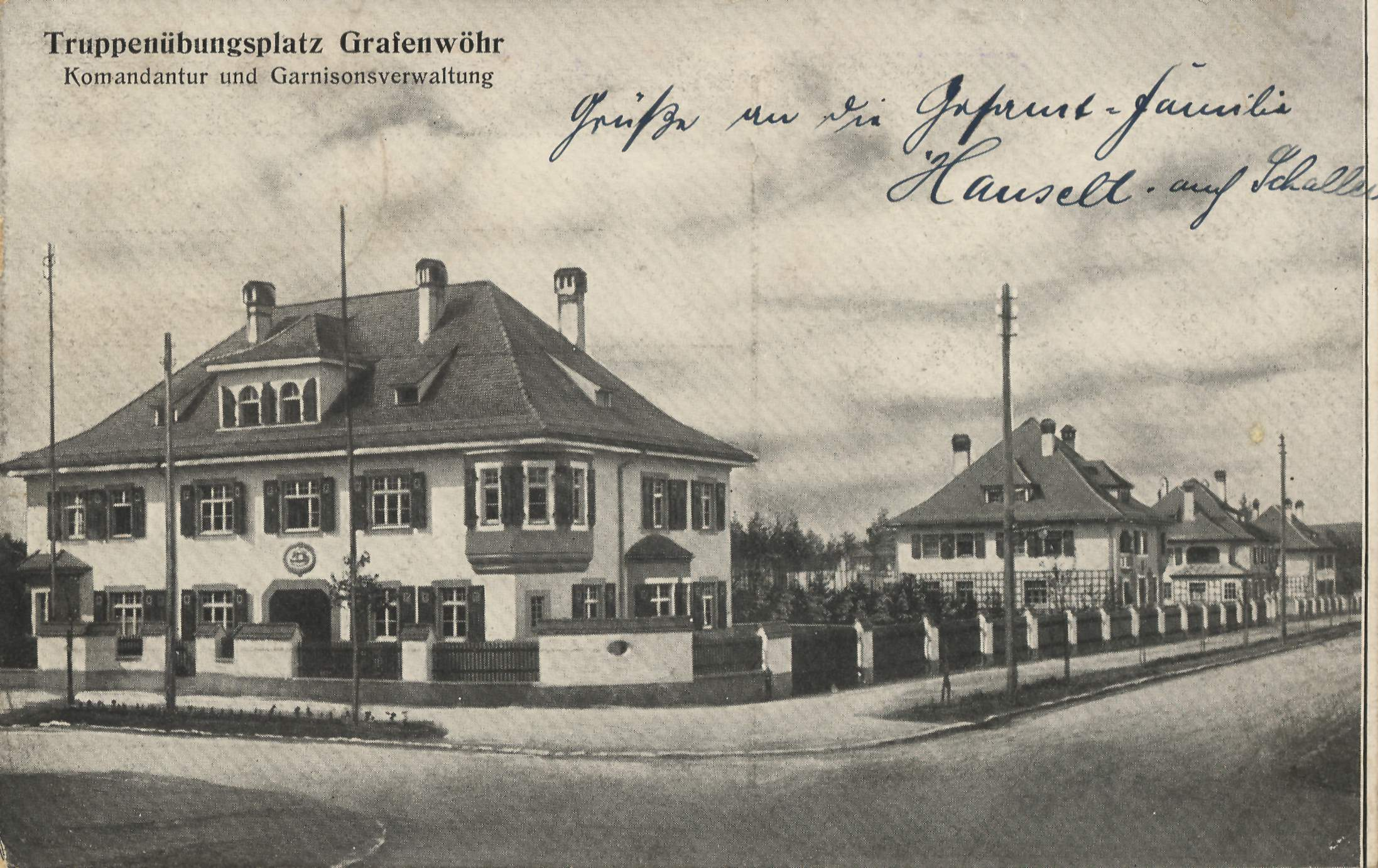
Kommandantur und Garnisonsverwaltung, Postkarte um 1915

### Gründung
Das Königreich Bayern ließ in dem dünn besiedelten waldreichen Gebiet in der nördlichen Oberpfalz von 1907 bis 1910 einen Schießplatz für das III. Korps der Bayerischen Armee einrichten und durch die Bahnstrecke Grafenwöhr–Grafenwöhr Lager ans Schienennetz anschließen. Dazu mussten rund 230 Menschen ihre Heimat verlassen. Folgende Ortschaften wurden aufgelöst und abgesiedelt: Annahütte, Erzhäusl, Flügelsburg, Grünhund, Grünhunder Schmierhütte, Hirschmühle, Schwarzenhäusl, Wolfslegel und Ziegelhütte.
Von 1914 bis 1918 bestand auf dem Gelände des Truppenübungsplatzes das Kriegsgefangenenlager Grafenwöhr. Nach der Auflösung der Bayerischen Armee übernahm die Reichswehr das Gelände. 1926 wurde auf dem Gelände ein Notlandeplatz errichtet.

### Nutzung durch die Wehrmacht

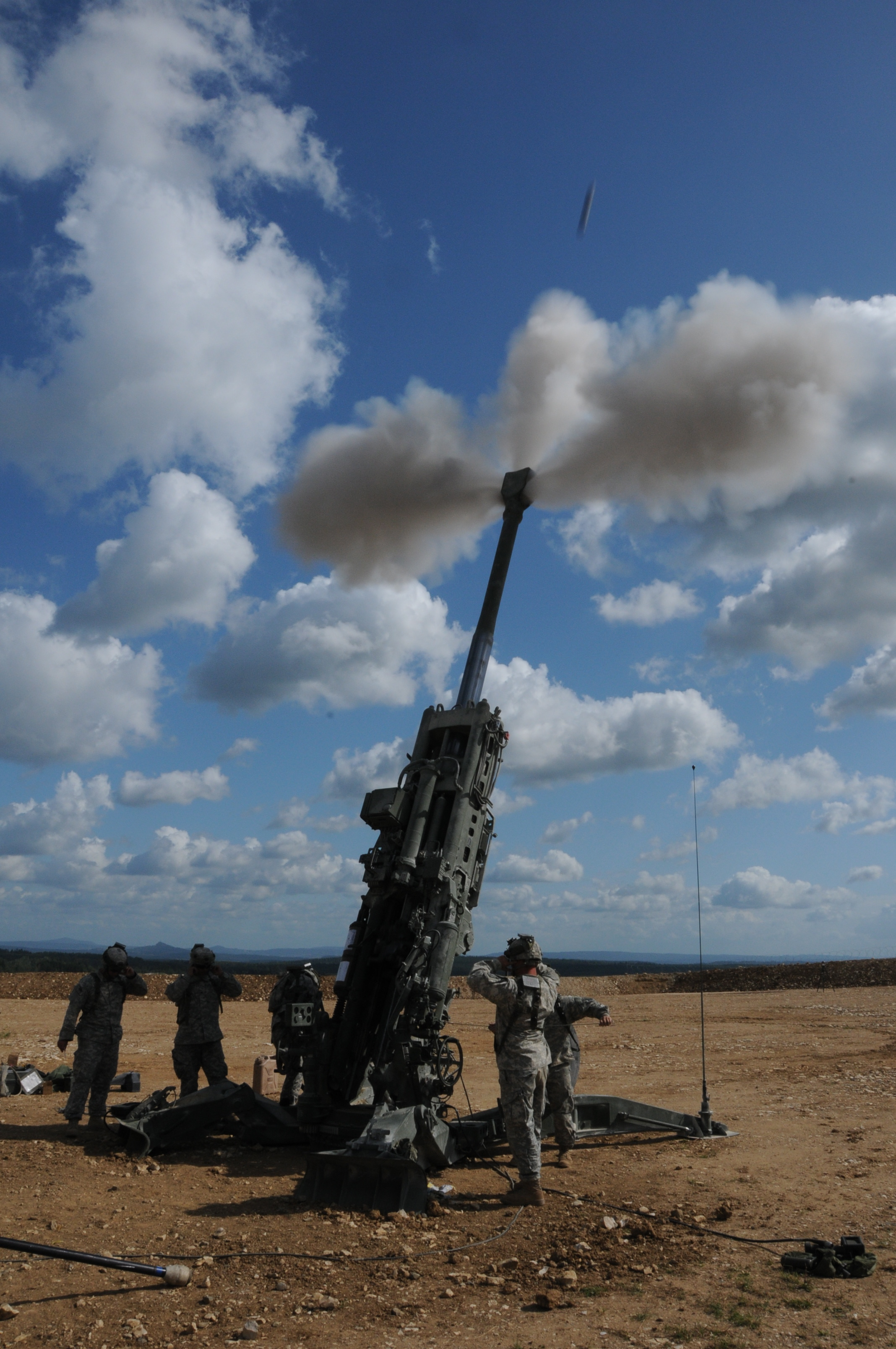
Amerikanische Soldaten bei einer Übung mit einer M777A2-Haubitze auf dem Truppenübungsplatz Grafenwöhr, 2009

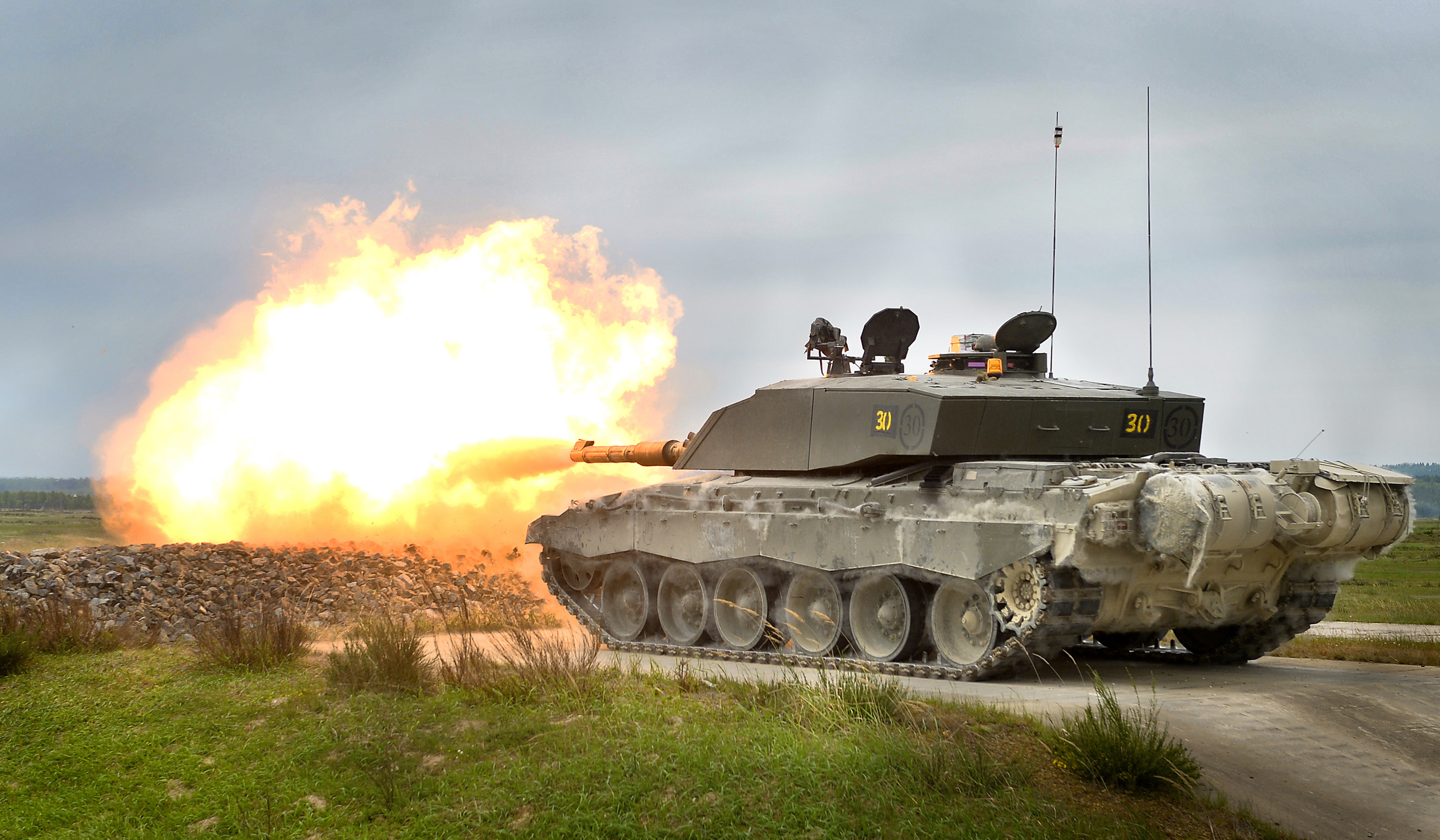
Britischer Challenger-2-Panzer beim Feuern auf dem Truppenübungsplatz

Nachdem das NS-Regime ab 1935 die Aufrüstung der Wehrmacht vorangetrieben hatte, wurde das Gebiet 1936 bis 1938 stark erweitert und die „Reichsumsiedlungsgesellschaft RUGES“ gegründet. Es gibt einen Amateurfilm über die Umsiedlung: „Das vergessene Land“ von Peter Ponnath (Telefilm, Fürth). Für die Menschen war die Aufgabe ihrer angestammten Heimat sehr schwer. Viele wurden in Wolfskofen/Mintraching bei Regensburg in einer bäuerlichen Mustersiedlung untergebracht. Dort entstand, um die Menschen zu beruhigen, der wohl einzige katholische Kirchenbau, den die Nationalsozialisten bezahlten. In dieser Kirche befinden sich die Altäre und das Marien-Gnadenbild (das Original kam im Dreißigjährigen Krieg in das Strahov-Kloster nach Prag) der Kirche von Pappenberg. Die nachfolgenden Orte sind durch die Erweiterung des Geländes durch die Nationalsozialisten erloschen:
Altenweiher, Altneuhaus, Baumühle, Beilenstein, Bergfried, Bernhof, Bernreuth, Betzlhof, Boden im Thal, Braunershof, Dorfgänlas, Dörnlasmühle, Dornbach, Ebersberg, Eibenstock, Erlbach, Fenkenhof, Fronhof, Grünwald, Haag, Hammergänlas, Hebersreuth, Hellziechen, Hermannshof, Hirschmühle, Höhenberg, Hopfenohe, Kaundorf, Kittenberg, Kotzmanns, Kühberg, Kumpf, Langenbruck, Leuzenhof, Luisenhof/Hub, Meilendorf, Netzaberg, Netzart im Thal, Nunkas, Oberfrankenohe, Pappenberg, Pinzig, Pommershof, Portenreuth, Römersbühl, Sommerhau, Schindlhof, Schloßfrankenohe, Schwarzenhäusl, Stegenthumbach, Unterfrankenohe, Walpershof, Weihern, Wirlhof, Wolframs, Zeltenreuth, Zissenhof.
Insgesamt wurden 780 Familien (mehr als 3500 Personen) umgesiedelt.
Die Ortschaften wurden zerstört und abgetragen, einige wenige Reste stehen heute noch als Geisterstädte, zum Beispiel die Ruinen der Kirchen Hopfenohe und Pappenberg.
Für militärische Übungen im Häuserkampf wurden spezielle neue Ortschaften aufgebaut.
Während des Zweiten Weltkrieges wurden etwa 300 sowjetische Kriegsgefangene in Arbeitskommandos zur Zwangsarbeit eingesetzt. Dabei wurden durch die Gestapo bei sogenannten „Überprüfungen“ Juden, Kommissare und „Hetzer“ ausgesondert und zur „Sonderbehandlung“ dem KZ Flossenbürg überstellt, wo sie erschossen wurden. Das geschah beispielsweise am 25. August 1941 mit 41 dieser Kriegsgefangenen. Viele weitere Sowjetbürger kamen durch Krankheit und Hunger ums Leben. Ein Offizier wurde wegen Befehlsverweigerung erschossen. 32 von ihnen sind seit 1987 auf dem Friedhof von Auerbach in der Oberpfalz begraben.

### Nutzung durch die US-Army
Nach dem Zweiten Weltkrieg übernahm die US Army den Truppenübungsplatz und nutzte ihn in seiner ursprünglichen Bestimmung im Rahmen der Militärbasis Rose Barracks weiter.
Mit Kosten von rund 210 Millionen D-Mark wurden von 1979 bis 1984 computergesteuerte Schießbahnen errichtet. Der Truppenübungsplatz Grafenwöhr galt damals als modernste Schießeinrichtung der NATO.

### Geschehnisse
Seit der Absiedlung und Auflösung der Gemeinden Haag, Höhenberg, Hopfenohe, Kaundorf, Leuzenhof, Nunkas, Oberfrankenohe und Pappenberg 1938/39 waren diese gemeindefrei (nachträglich durch Bekanntmachung des Bayerischen Staatsministeriums des Innern vom 22. August 1951 verfügt) und bildeten das Kerngebiet des gemeindefreien Gebietes Truppenübungsplatz Grafenwöhr, das am 1. Juli 1978 in die Stadt Grafenwöhr eingegliedert wurde, das gemeindefreie Gebiet war damit aufgelöst.
Am 2. September 1960 gegen 9.20 Uhr schlug eine zu weit geschossene 203-mm-Granate in ein Zeltlager von in Büdingen stationierten, frisch eingetroffenen Angehörigen einer Einheit der 3. US-Panzerdivision im Camp Kasserine ein. Drei große Mannschaftszelte wurden vollständig zerfetzt, 15 Soldaten sofort getötet; von den 28 teilweise schwer Verletzten starb ein weiterer kurz danach. Das 8-Inch-Artillerie-Geschoss hatte eine andere Teileinheit derselben Division mit einer Haubitze aus einer Feuerstellung in der Nähe des aufgelassenen Orts Hopfenohe abgeschossen, das eigentliche Ziel lag in der drei Kilometer vor dem Camp Kasserine befindlichen Impact Area A. Das Unglück war das opferreichste, das sich bis dahin bei den US-Truppen in Deutschland ereignet hatte.
Zur Geschichte des Truppenübungsplatzes gehört auch ein sechswöchiger Manöveraufenthalt von Elvis Presley, der im Museum dokumentiert ist. 1958 wurde der Film Zeit zu leben und Zeit zu sterben in den Ruinen der Orte Hopfenohe, Bernreuth und Altenweiher gedreht.

## Aufstellungsstandort
Während des Zweiten Weltkriegs wurden auf dem Truppenübungsplatz verschiedene Großverbände aufgestellt.
Beispielhaft:
- 15. Oktober 1940: 134. Infanterie-Division
- 24. Juni 1941: 250. Infanterie-Division

## Heutige Nutzung

### Allgemeines
Der Truppenübungsplatz steht unter Verwaltung der US-Armee und ist Bestandteil der U.S. Army Garrison Bavaria.
Der Übungsplatz wird seit 2006 als Joint Multinational Command Training Center (JMCTC) bezeichnet und bietet etwa 4000 amerikanischen Soldaten Platz. 2005/2006 wurden die neuen Quartiere des 2nd Stryker Cavalry Regiment bezogen. Nahe dem Truppenübungsplatz entstand die damals so genannte „New Town“, heute die Siedlung Netzaberg, die einen eigenen Stadtteil der Stadt Eschenbach in der Oberpfalz bildet, als neue Heimat für die Soldaten des 2nd SBCT.
Im Sommer 2023 wurde bekannt, dass aus dem US-Verteidigungshaushalt ein Betrag von 900 Millionen Dollar für den Ausbau des Truppenübungsplatzes bereitstehe. Das Projekt Operational Readiness Training Complex (ORTC) soll eine effektive und technisch aktuelle militärische Ausbildung ermöglichen, Truppen der US-Armee sowie der NATO-Partner sollen den neuen Übungscampus nutzen können.

### Überlassung
Das militärische Gelände wurde zur ausschließlichen Nutzung den USA von der Bundesrepublik Deutschland überlassen, wobei die US-Streitkräfte gemäß einer Verwaltungsvereinbarung aus dem Jahre 1993 befugt sind, die Mitbenutzung anderen ausländischen Truppen zu gestatten. Die US-militärische Nutzung des Areals wird durch das NATO-Truppenstatut und sein Zusatzabkommen geregelt.
In Grafenwöhr üben die Einheiten der United States Army Europe (USAREUR), die United States Air Forces in Europe (USAFE) und andere NATO-Streitkräfte. Rund 40 Prozent der militärischen Einheiten, welche auf dem Truppenübungsplatz trainieren, stellen NATO-Partner aus Europa, Afrika und Asien dar.

### Ausstattung
Der Truppenübungsplatz ist ein weitläufiges Übungsgelände mit Schießbahnen und Zielgebiet (impact area) und gilt als modernstes Übungsareal Europas. Der Verwaltungs- und Unterkunftsbereich sowie die Lager für übende Truppen und der Gleisanschluss befinden sich im Nordosten, die Vilseck Military Community am Südrand und die Siedlung Netzaberg am Nordrand des Platzes. Im Ostteil des Truppenübungsplatzes unterhält die US Army einen Militärflughafen, den Flugplatz Grafenwöhr, auf dem hauptsächlich Frachtmaschinen landen.

### Sonstiges
Der Truppenübungsplatz ist ein bedeutender Wirtschaftsfaktor und einer der größten Arbeitgeber in der Region (3600 lokale Arbeitnehmer).
Wegen der Lageentwicklung in der Ukraine (Annexion der Krim 2014 durch Russland und Krieg im Donbas) wurde 2015 das Material für eine zusätzliche schwere US-Heeresbrigade in Grafenwöhr stationiert.
Laut einem US-Insider wurde der Truppenübungsplatz vom US-Militär jahrelang zur Ausbildung ukrainischer Soldaten genutzt, ohne dass die deutschen Behörden darüber informiert worden waren, was einen Verstoß der Informationspflicht an die deutsche Regierung konstituieren würde. Spätestens seit dem russischen Überfall auf die Ukraine 2022 findet auch mit deutscher Unterstützung eine umfangreiche Ausbildung ukrainischer Streitkräfte auf dem Truppenübungsplatz statt.

## Netzaberg Housing Area

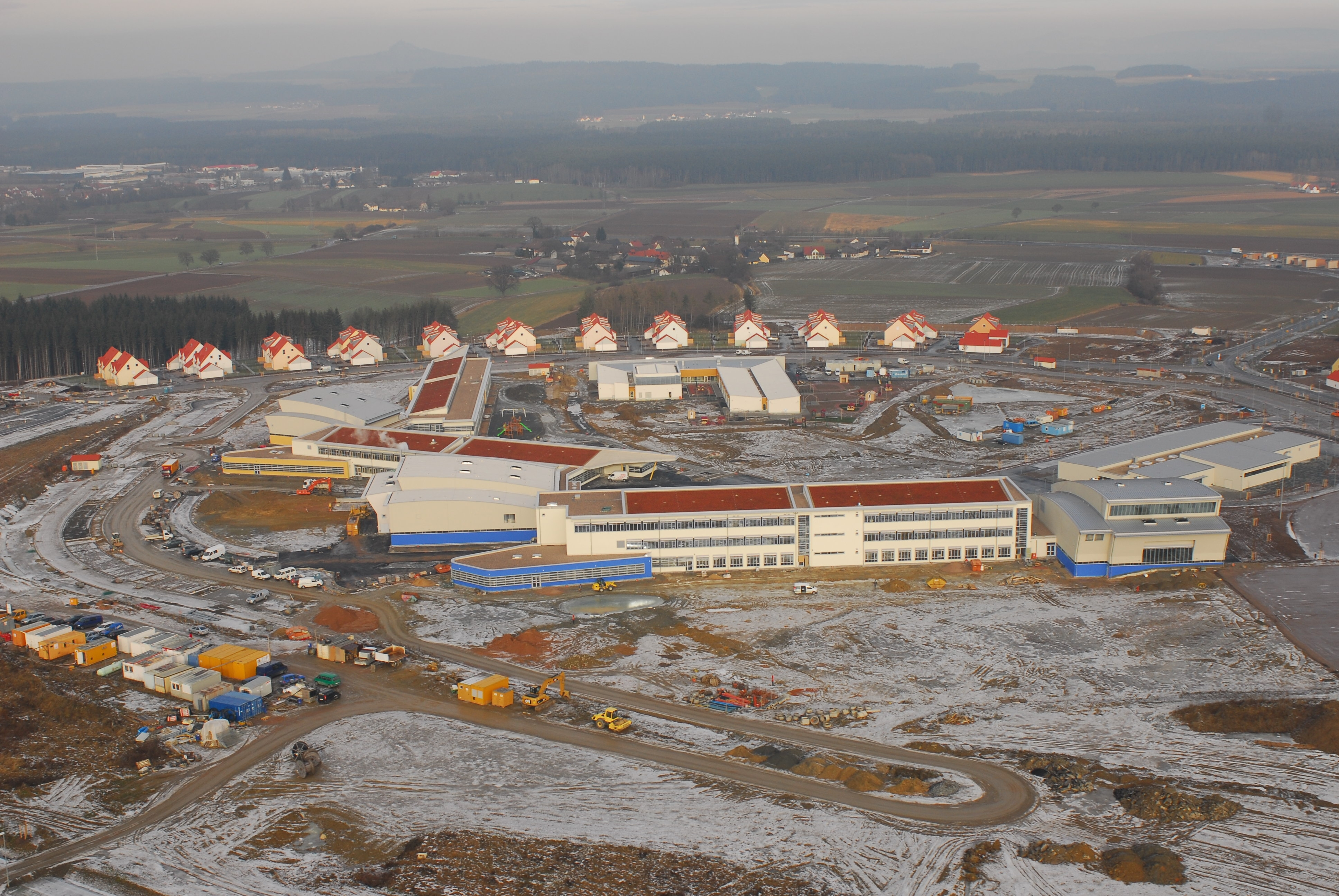
Netzaberg Housing Area im Bau, 2008

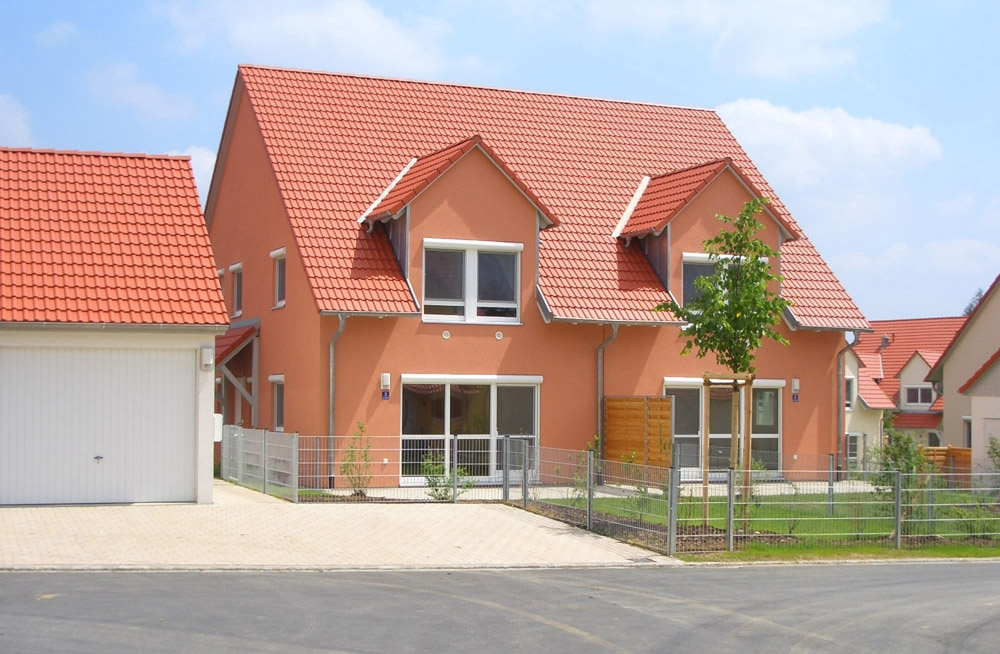
Eine der 3000 Wohneinheiten der Netzaberg Housing Area, 2008

Am Truppenübungsplatz in der Nähe der Stadt Eschenbach in der Oberpfalz entstand von 2006 bis 2008 die Netzaberg Housing Area. Im Rahmen der Truppenumsiedlung der amerikanischen Streitkräfte nach Eschenbach wurden 832 Häuser für 3600 US-Soldaten und ihre Familien gebaut. Dadurch ist eine neue Stadt mitsamt den benötigten Einrichtungen und einer überkonfessionellen Garnisonkirche errichtet worden. Netzaberg gilt als eines der größten Wohnungsbauprojekte der US-Armee in Europa und war die größte Wohnbaustelle Bayerns und Deutschlands während ihrer Bauzeit.
Bis zur zweiten Erweiterung des Truppenübungsplatzes Grafenwöhr im Jahr 1936 befand sich auf dem Höhenzug, wo heute die New Town steht, bereits das 1938 aufgelassene Dorf Netzaberg.
Der Standort Netzaberg ist für eine Wohnbebauung geologisch umstritten. Bereits 1960 wurde in der Erläuterung zur Geologischen Karte von Bayern festgestellt: „G. Nutzbare Ablagerungen: Bleiglanz und Weißbleierz in nestartigen bis versprengten Auftreten finden sich in sandigen Muschelkalkschichten am Netzaberg östlich von Eschenbach und nordöstlich von Grafenwöhr“. Dies bedeutet eine erhöhte Bleibelastung im Boden. Außerdem wurde bei Brunnenbohrungen eine erhöhte natürliche Radioaktivität festgestellt.

## Bundeswehr

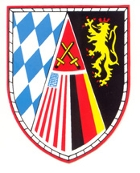
Wappen des DMV TrÜbPlKdtr Grafenwöhr

Die Bundeswehr nutzt den Truppenübungsplatz gegen Bezahlung für Übungen und scharfes Schießen. Die Interessen der Bundeswehr nimmt der Deutsche Militärische Vertreter bei der Truppenübungsplatzkommandantur (DMV TrÜbPlKdtr) wahr. Diese Dienststelle nimmt aktiv an der Verwaltung des Truppenübungsplatzes teil, ist dem Unterstützungskommando der Bundeswehr in Bonn unterstellt und gehört zum „Bereich Truppenübungsplatzkommandantur SÜD“.

## Ökologie
Die ausgedehnten Lebensräume des Truppenübungsplatzes mit Borstgrasrasen, Zwergstrauchheiden, dystrophen bis nährstoffreichen Stillgewässern sowie Nieder- und Übergangsmoor-Gesellschaften beherbergen eine Vielzahl an seltenen und störungsempfindlichen Tier- und Pflanzenarten. Das militärische Areal stellt das größte Moor-Heide-Gebiet im südlichen Mitteleuropa dar.

### Klima
Das Klima unterliegt starkem Kontinentaleinfluss. Es herrscht ein überwiegend raues Klima mit langen Wintern, häufigen Spätfrösten, verhältnismäßig hohen Sommertemperaturen und eher geringen Niederschlägen. Frost ist von Oktober bis April möglich.

### Flora
Folgende Lebensraumtypen kommen im Einzelnen auf dem Truppenübungsplatz vor:
- Übergangs- und Schwingrasenmoore
- Kalkreiche Niedermoore
- Kalk-(Halb-)Trockenrasen und ihre Verbuschungsstadien
- Artenreiche Borstgrasrasen
- Pfeifengraswiesen
- Feuchte Hochstaudenfluren
- Kalkfelsen mit Felsspaltenvegetation
- Moorwälder
- Erlen-Eschen- und Weichholzauenwälder
- Trockene Heiden
- Basenreiche oder Kalk-Pionierrasen
- Fließgewässer mit flutender Wasservegetation
- Nährstoffarme bis mäßig nährstoffreiche Stillgewässer mit Strandlings- oder Zwergbinsen-Gesellschaften
- Natürliche und naturnahe nährstoffreiche Stillgewässer mit Laichkraut- oder Froschbiss-Gesellschaften
- Dystrophe Stillgewässer

### Fauna
Das Militärgelände bietet folgenden Tierarten geeignete Lebensraumbedingungen:
- Wolf (Canis lupus)[21]
- Biber (Castor fiber)
- Fischotter (Lutra lutra)
- Luchs (Lynx lynx)
- Gelbbauchunke (Bombina variegata)
- Kammmolch (Triturus cristatus)
- Groppe (Cottus gobio)
- Schlammpeitzger (Misgurnus fossilis)
- Große Moosjungfer (Leucorrhinia pectoralis)
- Grüne Keiljungfer (Ophiogomphus cecilia)
- Breitrand (Dytiscus latissimus)[22]

Eine Vielzahl von gefährdeten Vogelarten nutzt den Truppenübungsplatz als Habitat:
- Raufußkauz (Aegolius funereus)
- Eisvogel (Alcedo atthis)
- Rohrdommel (Botaurus stellaris)
- Uhu (Bubo bubo)
- Schwarzstorch (Ciconia nigra)
- Sperlingskauz (Glaucidium passerinum)
- Neuntöter (Lanius collurio)
- Heidelerche (Lullula arborea)
- Fischadler (Pandion haliaetus)
- Seeadler (Haliaeetus albicilla)[23]
- Wespenbussard (Pernis apivorus)
- Kranich (Grus grus)
- Sperbergrasmücke (Sylvia nisoria)
- Bekassine (Gallinago gallinago)

Der Truppenübungsplatz Grafenwöhr gilt inzwischen auch als Erwartungsgebiet für Wölfe. Nachdem die Tiere dort Mitte des 19. Jahrhunderts ausgerottet worden waren, werden heute wieder einzelne Individuen gesichtet. Nachgewiesen wurden bislang zwei Paare, die ein eigenes Rudel gründen könnten, aber noch kein Nachwuchs.
Die halboffene Landschaft mit ausgedehnten Waldflächen und großen Offenlandbereichen des Truppenübungsplatzes bieten Rotwild ideale Lebensraumbedingungen. Etwa 7.000 Tiere des Rotwildes durchstreifen die auch als bayerischen Serengeti bezeichnete steppenähnliche Landschaft von Grafenwöhr. Die US-Soldaten haben dem Gelände daher den Namen Deer Heaven (Himmel der Hirsche) gegeben. Jährlich werden im Herbst etwa 120 Rothirsche (Cervus elaphus) der Klasse I und II im Rahmen der Gästejagd auf dem Übungsplatz erlegt.

### Schutzgebiete
Weite Teile des Truppenübungsplatzes sind als Europäisches Vogelschutzgebiet und FFH-Gebiet an die EU-Kommission gemeldet und somit Bestandteil des Netzwerks Natura 2000. Die beiden Natura-2000-Gebiete weisen eine beträchtliche Größe von 19279 Hektar auf. Der Waldanteil der beiden Schutzgebiete beträgt 9704 Hektar.

## Deutsch-Amerikanisches Volksfest Grafenwöhr
Das Deutsch-Amerikanische Volksfest Grafenwöhr findet jedes Jahr am ersten August-Wochenende auf dem Truppenübungsplatz im Camp Kasserine statt. Mehr als 80.000 Menschen besuchten 2011 das Volksfest. Die Einnahmen werden vom Deutsch-Amerikanischen Gemeinsamen Ausschuss Grafenwöhr verwaltet und gemeinnützigen Zwecken zugeführt. 2013 wurde das Volksfest im Zuge von Einsparmaßnahmen der US-Army erstmals abgesagt.
Seit 2014 findet das Volksfest wieder jährlich statt. Aufgrund von Terrorgefahr erfolgen erhöhte Sicherheitsmaßnahmen und Einlasskontrollen.
Infolge der COVID-19-Pandemie fand die Veranstaltung in den Jahren 2020 und 2021 nicht statt. Auch das für August 2022 geplante Deutsch-Amerikanische Volksfest wurde abgesagt. Im Jahr 2023 wurde das Fest wieder durchgeführt, allerdings nicht mehr am ursprünglichen Ort, Camp Kasserine, sondern im Camp Algier.